# 鈴木紫帆
鈴木 紫帆（すずき しほ、1989年10月28日 - ）は日本のシンガーソングライター。北海道江別市出身。
身長163cm。O型。とわの森三愛高等学校卒業。

## 経歴
専門学校で音楽に関する勉強（歌、ギター、作詞、作曲）をしていたが、中退して2009年より札幌市内のライブハウス等での音楽活動を始めた。演奏スタイルはギターの弾き語りである。
2021年2月、出身地の江別市から観光特使に任命されている。
趣味は読書、YouTubeを観ること、野球観戦、競馬。特技は暗記と歩くこと。
好きなのアーティストは川嶋あい、尾崎豊、Little Glee Monster。
元アイドリング!!!の遠藤舞から月１回のボイストレーニングを受けている。
企画ライブでは、ドラムやカホンも披露している。
川嶋あいに憧れて、20歳よりピアノを習い始め1年間鍵盤弾き語りで活動をしたことがある。
2022年8月26日札幌市cube gardenにて自身初となるバンド編成のワンマンライブを開催。90名を動員した。

## 作品
1stシングル
「夏の空とキミと」
1．夏の空とキミと
2．道の途中
3．ライフ
2013/9/1 500円（税込）
1stミニアルバム
「きみのうた」
1．出逢い
2．life
3．道しるべ
4．ture
5．きみのうた
2014/7/26 1000円（税込）
 
2ndシングル
「ストーリー/空模様」
1．ストーリー
2．空模様
2015/10/20  500円（税込）
3rdシングル
「リアル」
1．リアル
2.たからもの
3．Hello My Friend
2017/10/14　1000円（税込）
1stダウンロードカード
「そんな歌、歌いたい/涙の跡」
1．そんな歌、歌いたい
2．涙の跡
2020/7/23 500円
1st 配信シングル
「Winter Night」
2021/1/5  204円
ダウンロード限定
「名前のないメロディー」
2021/7/1　500円
4thシングル
「橙」
1.橙
2.木漏れ日
3.DAYS
4.名前のないメロディ